# Lutzomyia yucumensis
Lutzomyia yucumensis är en tvåvingeart som först beskrevs av Le Pont F., Caillard T., Tibayrenc M., Desjeux P. 1986.  Lutzomyia yucumensis ingår i släktet Lutzomyia och familjen fjärilsmyggor. Inga underarter finns listade i Catalogue of Life.